# Cnemidocarpa effracta
Cnemidocarpa effracta is een zakpijpensoort uit de familie van de Styelidae. De wetenschappelijke naam van de soort is voor het eerst geldig gepubliceerd in 1978 door Monniot.